# Audéric de Moustier
Édouard Antilde Léonel Audéric de Moustier dit Aurèle de Moustier (Paris, 12 juin 1823 - Château de Crécy-la-Chapelle, 23 mars 1888) est un explorateur français.

## Biographie
Le 24 septembre 1862, il quitte Constantinople avec le secrétaire de l'ambassade de France, de Vernouillet, et se rend à Nicomédie. Il gagne ensuite le lac de Sabandja puis la vallée du Sangarius, Aksaray et Nicée, monte à Yenişehir, parcourt la vallée de Bursa, visite la ville de Bursa, fait, le 3 octobre, l'ascension de l'Olympe à cheval, rejoint Apollonia puis Ouloubad (Lopadion (en)) et les ruines d'Aizanoi, rencontre des nomades Yörüks et atteint Ghédir avant de traverser l'ancienne Phrygie par Uşak et Koula. 
Par la chaîne du Tmolus, les deux hommes pénètrent en Lydie, visitent Sardes puis Smyrne et Éphèse.
Il est fait chevalier de la Légion d'honneur le 6 mars 1876.
Son épouse meurt dans l'Incendie du Bazar de la Charité le 4 mai 1897.

## Publication
- Voyage de Constantinople à Éphèse, par l'intérieur de l'Asie Mineure. Bithynie, Phrygie, Lydie, Ionie, Le Tour du monde, 1864, p. 225-272